# Hebraísta
Un hebraísta es un especialista en estudios judíos, hebreos y hebraicos. Específicamente, los académicos británicos y alemanes de los siglos XVIII y XIX que participaron en el estudio del idioma y la literatura hebrea eran comúnmente conocidos por esta designación, en un momento en que el hebreo era poco entendido fuera de las comunidades judías practicantes.
La academia británica del siglo XVIII estaba plagada de pseudo-eruditos, antropólogos de sillón, místicos y "entusiastas" interesados en el idioma hebreo por diversas y polémicas razones. Existía empirismo del descubrimiento lingüístico e histórico del sánscrito y el supuesto desciframiento de los jeroglíficos egipcios por parte de algunos; junto con la visión arqueológica del antiguo Cercano Oriente trajo grandes cambios marinos a la historia bíblica. El interés en el idioma hebreo surgió de los debates furiosos sobre la historicidad del diluvio de Noé y otras narraciones bíblicas, e incluso si el hebreo es el idioma más antiguo del mundo que Dios mismo le enseñó a Adán. Algunos hebraístas tenían puestos en academias o iglesias, mientras que otros eran estrictamente aficionados.
Algunos hebraístas propusieron teorías según las cuales las vocales en el texto de la Biblia hebrea, reemplazadas por la tradición de los escribas, eran una conspiración judía para enmascarar el verdadero significado de las Escrituras. Como resultado, un género de erudición hebraica se concentró en ejecutar las palabras del texto bíblico juntas, eliminar las vocales, diseccionar las palabras de diferentes maneras y agregar vocales alternativas para darle un sentido alternativo al texto.
Según el diccionario Collins, esta palabra se registró por primera vez en el período de 1745–55.